# Guilhem d'Azylach
Guilhem d'Azylach (també escrit: Guillem d'Azylach, Guillem d'Aillac, Guillermo de Allac o Guillén d'Allaco) (? - ?) fou mestre de l'orde del Temple a la Corona d'Aragó des del 1221 al 1223.

## Llinatge
Desconegut

## Biografia
Present durant el matrimoni entre Jaume I d'Aragó i Elionor de Castella.